# Gbotemi (kruidenmix)
Gbotemi is een kruidenmix uit Togo dat veel gebruikt wordt in Togolese gerechten, zoals Gboma Dessi. 
Het bevat:
- Kruidnagel, heel of gemalen
- Anijszaad, heel of gemalen
- Ajowanzaad, heel
- Kardemomzaad, heel of gemalen
- Gemalen gember

De kruiden worden eerst geroosterd en daarna met een stamper en vijzel vermalen. Aan deze poeder wordt als laatste gemalen gember toegevoegd. In plaats van ajowanzaad kan ook komijnzaad worden gebruikt.